# Башня Сёньхин
Башня Сёньхин (англ. Shun Hing Square, кит. трад. 地王大厦, палл. ди ван да ша, иер. трад. 信興廣場, упр. 信兴广场, ютпхин: seon3hing1 jim2coeng4, йель: seun3hing1 yim2cheung4, кант.-рус.: Сёньхин имчхён, пиньинь: xìnxīng guǎngchǎng, палл.: Синьсин гуанчан, буквально: «площадь Сёньхин») — 384-метровый небоскрёб в китайском городе Шэньчжэнь. Представляет собой самое высокое в Китае здание из стали, а на момент окончания строительства в 1996 году было и самым высоким зданием в Китае и Азии вообще (на протяжении одного года). По состоянию на 2015 год является 21-м по высоте зданием в Азии и 27-м по высоте в мире. Большинство из 69 этажей занимают офисы. В соседней 35-этажной пристройке располагаются также магазины и жильё. Над башней устроена обзорная вышка.